# ねんど。
ねんど。（ねんど。）は、日本の漫画家。以前は「佐野ユウ」名義で活動していた。
主に成人向け漫画を執筆していたが、2017年以降は一般誌でも活動している。

## 作品リスト

### 成人向け漫画
「佐野ユウ」名義
1. 『妹は恋人』 1999年7月発売、東京三世社〈DO COMICS〉、ISBN 4-8126-0466-4
2. 『痴情母妹』 2000年9月発売、東京三世社〈DO COMICS〉、ISBN 4-8126-0571-7
3. 『コスプレ・パーティ』 2001年4月発売、東京三世社〈DO COMICS〉、ISBN 4-8126-0622-5
4. 『お兄ちゃんあのねぇ…』 2002年1月発売、東京三世社〈DO COMICS〉、ISBN 4-8126-0686-1
5. 『抱っこしてお兄ちゃん♡』 2002年10月発売、フロム出版〈ベルコミックススペシャル〉、ISBN 4-89447-126-4

「ねんど。」名義
1. 『ぷちぷに。』 2003年10月発売、東京三世社〈DO COMICS〉、ISBN 4-8126-0787-6
2. 『いちごにゅうにゅう』 2004年5月発売、東京三世社〈LE COMICS〉、ISBN 4-8126-1025-7
3. 『おこさまランチ』 2005年2月発売、東京三世社〈LE COMICS〉、ISBN 4-8126-1176-8
4. 『ろりえろ』 2005年5月発売、東京三世社〈DO COMICS〉、ISBN 4-8126-1191-1
5. 『未成熟しょうじょ図鑑』 2006年9月15日発売[1]、茜新社〈TENMACOMICS LO #031〉、ISBN 4-87182-869-7
6. 『美少女しすたあ小悪魔系』 2008年5月23日発売[2]、茜新社〈TENMACOMICS LO #054〉、ISBN 978-4-87182-994-6
7. 『めがねでHで小生意気！』 2009年5月9日発売[3]、コアマガジン〈ホットミルクコミックス289〉、ISBN 978-4-86252-622-9
8. 『シスドリ♥』 2010年6月25日発売[4]、茜新社〈TENMACOMICS LO #087〉、ISBN 978-4-86349-162-5
9. 『MAID GRAFFITI』 2011年7月8日発売[3]、コアマガジン〈ホットミルクコミックス348〉、ISBN 978-4-86436-081-4
10. 『少女交際』 2012年12月28日発売[5]、茜新社〈TENMACOMICS LO #127〉、ISBN 978-4-86349-338-4
11. 『思春期ラヴァー』 2014年1月31日発売[3]、コアマガジン〈メガストアコミックス398〉、ISBN 978-4-86436-591-8

### 一般向け漫画
- 『アリソンは履いてない』 竹書房〈バンブーコミックス〉、全3巻
  1. 2017年6月7日発売[6]、ISBN 978-4-80195-980-4
  2. 2018年3月17日発売[7]、ISBN 978-4-80196-219-4
  3. 2018年10月29日発売[8]、ISBN 978-4-80196-420-4
- 『デビダン! 目指せダンジョンニート物語』 ぶんか社〈BKコミックス〉、漫画：ねんど。 / 原作：バージョンF / キャラクター原案：Genyaky、全3巻
  1. 2020年11月5日発売[9]、ISBN 978-4-82112-702-3
  2. 2021年9月3日発売[10]、ISBN 978-4-82112-822-8
  3. 2022年11月20日発売、ASIN B0BMDQJ757（電子書籍のみ）